# Осборн, Джон Альфред
Джон Альфред Осборн (англ. John Alfred Osborne; 27 мая 1936 — 2 января 2011) — премьер-министр Монтсеррата (1978—1991; 2001—2006).

## Биография
Окончил Паддингтонский технический колледж в Лондоне, получив специальность инженера-строителя. Затем продолжил обучение в датском Mirtshals College на инженера-гидравлика и британском Gardner School of Engineering на инженера-механика.
В 1955—1958 гг. — технический инженер в железнодорожной компании British Rail,
в 1960—2000 гг. — директор судоходной компании Great Western Shipping.
В 1966—2001 гг. — депутат Законодательного совета Монтсеррата.
В ноябре 1978 г. он стал первым премьер-министром Монтсеррата от партии Народно-освободительное движение. Этот пост он занимал до 1991 г.
В 2001 г. во главе партии Новое народно-освободительное движение он победил на парламентских выборах, завоевав 7 из 9 мест в Законодательном совете. Одним из основных вопросов для его правительства стало восстановление острова Монтсеррат после мощного извержения вулкана (1995—1997), опустошившего южную часть острова, приведшего к серьёзному ущербу. В результате, в частности, на 80 % была разрушена столица страны — Плимут и прилегающие к нему районы.
После парламентских выборов в июне 2006 г., на которых его партия потерпела поражение, ушел в отставку с поста премьера, занимая до 2009 г. должность министра образования. В июне-сентябре 2009 г. — управляющий кабинета министров Монсеррата.
Являлся почетным доктором Американского Карибского университета (American University of the Caribbean). В июле 2008 г. в его честь был переименован аэропорт Джеральда на Монтсеррате.